# Thierry Song
Pour les articles homonymes, voir Song (homonymie).
Thierry Charles Hugues Song, né le 3 mai 1962 à Ponérihouen, est un homme politique français de Nouvelle-Calédonie. Anti-indépendantiste, membre de l'Avenir ensemble puis de Calédonie ensemble, il est maire de Thio de 2005 à 2014 et membre de l'Assemblée de la Province Sud et du Congrès depuis 2009. 

## Origines et formation
Thierry Song est issu d'une vieille famille « Caldoche », descendant d'un colon chinois arrivé en Nouvelle-Calédonie, Jemmy Song (issu d'une famille noble de Xiamen dans le Fujian et employé du négociant et aventurier anglais James Paddon) et de sa compagne mélanésienne Naichichi Watton, fille d'un chef de Païta. 
Le père de Thierry Song est mécanicien, chauffeur de taxi et manutentionnaire à Ponérihouen. Thierry Song fait sa scolarité primaire et secondaire en pension à Bourail, auprès des pères maristes. Il passe son baccalauréat C (économie) en 1978, puis intègre l'école normale privée. Il fait son service militaire sur la base de Plum au Mont-Dore de 1984 à 1985.  

## Une carrière d'enseignant
Il devient instituteur de l'enseignement privé catholique en 1981 à l'école de la mission à Thio. Cette commune, à la population très cosmopolite au début des années 1980 en raison de ses activités minières, voit une forte partie de sa population non mélanésienne évacuée à partir de 1984 en raison des « Évènements », Thio étant l'un des principaux lieux d'affrontement entre partisans et opposants de l'indépendance. C'est ainsi que, à la suite du départ des enseignants du public pour ces raisons, Thierry Song prend en main l'école publique du village de 1985 à 1986. De 1988 à 2005, il est le directeur de l'école privée. 

## Carrière politique
Thierry Song s'engage en politique lors des élections provinciales du 9 mai 2004 sur la liste Avenir ensemble formée en Province Sud par des anti-indépendantistes opposants de plus ou moins longue date au parti dominant de cette famille politique néo-calédonienne, le Rassemblement pour la Calédonie dans la République (RPCR), et à son chef historique, le député Jacques Lafleur. Thierry Song est en position pratiquement inéligible, en 36e place pour 40 sièges à pourvoir à l'Assemblée provinciale. L'Avenir ensemble remporte alors la victoire et s'organise en parti politique. 
Mais Thierry Song arrive surtout sur le devant de la scène politique à la faveur d'une élection municipale partielle à Thio organisée le 26 juin 2005. Le conseil municipal avait dû démissionner en raison de la rivalité croissante entre deux groupes indépendantistes, celui de l'Union progressiste en Mélanésie (UPM) du maire Albert Moindou (7 sièges sur 23) et celui unissant le Parti de libération kanak (Palika) de l'ancien premier magistrat Louis Mapéri et l'Union calédonienne (UC) de Jean-Patrick Toura (5 élus). Thierry Song mène alors la liste « Ensemble pour l'avenir de Thio », estampillée Avenir ensemble, face à celles indépendantistes « Union dans la diversité pour un réel développement de notre commune » du maire sortant Albert Moindou et « Ensemble pour le progrès communal » de Jean-Pierre Mapéri (parent de Louis Mapéri) et Jean-Patrick Toura, et à celle anti-indépendantiste du Rassemblement-UMP « Entente communale » de Christian Brouard. Il crée alors la surprise en arrivant en tête avec 10 sièges sur 23, contre 9 aux indépendantistes et 4 au Rassemblement-UMP. Le 1er juillet 2005, il devient le premier maire anti-indépendantiste de Thio depuis 1985. 
Il est réélu aux élections municipales de mars 2008, mais sa liste fait un moins bon résultat qu'en 2005 et perd de peu la première place, avec 469 votes (36,3 %) contre 490 (37,93 %) à la liste FLNKS (UC-Palika) de Jean-Patrick Toura, les deux formations faisant jeu égal en nombre de sièges avec 9 conseillers municipales chacun. Viennent ensuite le Rassemblement-UMP de Christian Brouard (233 votes, 18,03 % et 4 élus toujours) et l'UPM de Charles Moindou (qui retombe à 100 voix soit 7,74 % et 1 seul siège). Thierry Song est maintenu dans son fauteuil de premier magistrat grâce aux votes du Rassemblement-UMP. 
Le 11 octobre 2008, il participe à la création de Calédonie ensemble, nouveau parti créé par des dissidents de l'Avenir ensemble partisans du président de l'Assemblée de la Province Sud Philippe Gomès. Il est candidat en neuvième position sur la liste Calédonie ensemble menée par ce dernier lors des élections provinciales du 10 mai 2009 : elle obtient le deuxième meilleur score, derrière le Rassemblement-UMP du député Pierre Frogier, avec 14 293 voix, 23,6 % des suffrages exprimés et 11 sièges sur 40 (dont 9 des 32 également élus au Congrès de la Nouvelle-Calédonie). Thierry Song fait donc son entrée dans ces deux institutions. 
Opposé, comme l'ensemble de son parti, à la proposition faite par Pierre Frogier de dresser côte à côte sur les bâtiments publics de l'archipel les drapeaux français et indépendantistes, il décide de faire voter (comme les autres maires Calédonie ensemble) son conseil municipal qui le met en minorité sur la question, avec 14 voix pour la montée des deux pavillons (les 10 du FLNKS et les 4 du Rassemblement-UMP), 3 contre et 3 abstentions.
Il ne se représente pas lors des élections municipales de mars 2014 qui voient la victoire de la liste emmenée par Jean-Patrick Toura, qui lui succède comme maire.

### Site externe
- Fiche biographique sur le site officiel du Congrès de la Nouvelle-Calédonie
- Fiche biographique sur le site officiel du Haut-commissariat de la République en Nouvelle-Calédonie
- Fiche biographique sur le site officiel de Calédonie ensemble